# Площадь Композитора Балакирева
Площадь Компози́тора Бала́кирева (название утверждено 22 февраля 2017 года) — площадь в Юго-Восточном административном округе Москвы на территории района Выхино-Жулебино, расположенная возле пересечения Ферганской улицы и Самаркандского бульвара, а также возле примыкания Ташкентского переулка к последнему.
Домовладений по площади не числится, все они адресуются по Ферганской улице.

## Происхождение названия
Названа в 2017 году по расположенной рядом школе искусств имени М. А. Балакирева, новое здание которой было построено на пустыре между Ферганской улицей и Ташкентским переулком в 1998-2000 годах.

## Транспорт
- Автобусы: 51, 99, 115, 159, 209, 410, 580, 731, м7, н7, т63.
- Ближайшия станция метро —  Юго-Восточная.